# Traquet afroalpin
Pinarochroa sordida
Genre
Espèce
Statut de conservation UICN

 LC  : Préoccupation mineure
Le Traquet afroalpin (Pinarochroa sordida anciennement Cercomela sordida) est une espèce de passereau de la famille des Muscicapidae.
Il est le principal pollinisateur du lobelia du Mont Kenya.

## Répartition et sous-espèces
Selon la classification de référence du Congrès ornithologique international (14.2, 2024) il se répartit en quatre sous-espèces :
- Pinarochroa sordida sordida (Rüppell, 1837) — hauts plateaux abyssins ;
- Pinarochroa sordida ernesti Sharpe, 1900 — forêts d'altitude d'Afrique orientale ;
- Pinarochroa sordida olimotiensis H.F.I. Elliott, 1945 — massif du Ngorongoro ;
- Pinarochroa sordida hypospodia Shelley, 1885 — Kilimandjaro.